# Mauricio Viana
Mauricio Alejandro Viana Caamaño (São Paulo, Edo. de São Paulo, Brasil, 14 de junio de 1989) es un futbolista brasileño naturalizado chileno. Actualmente juega en Trasandino de la Segunda División Profesional de Chile.

## Trayectoria

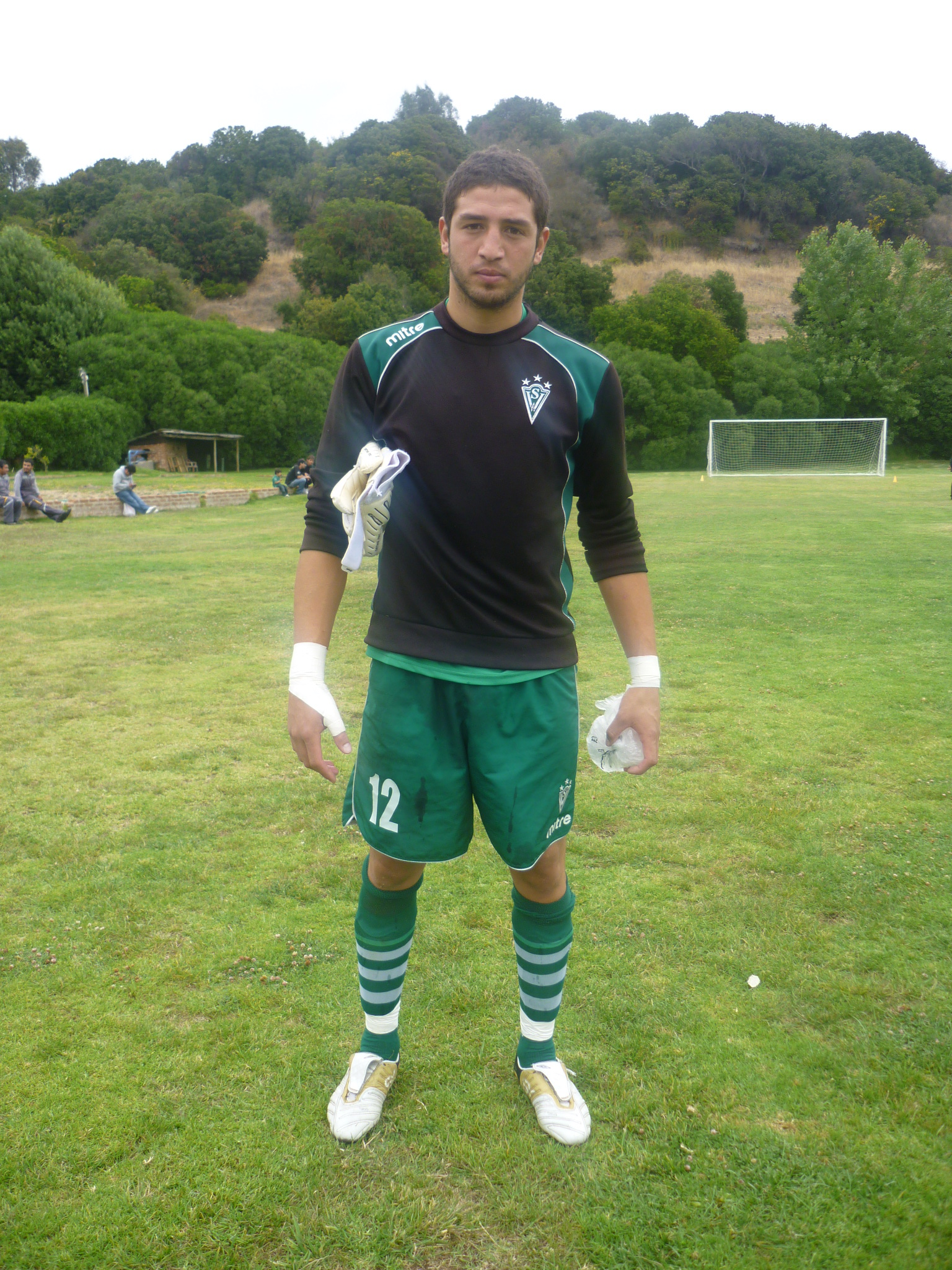
Mauricio en un entrenamiento con Santiago Wanderers en 2011.

Nacido en São Paulo, Brasil, llegó a los cinco años a Limache, Chile. Comenzó jugando en el fútbol amateur por el Club Lautaro de Limache para pasar después a jugar en Municipal Limache, tras sus pasos por los clubes locales a los doce años pasaría a las divisiones inferiores del Everton de Viña del Mar permaneciendo una temporada sin jugar para fichar a los trece por Santiago Wanderers de Valparaíso, equipo del cual es hincha.
A los dieciséis tomo la titularidad en juveniles llegando posteriormente al primer equipo donde no lograría debutar con la camiseta del decano ya que era el tercer arquero, debido a esto a mediados del 2008 el técnico Jorge Aravena lo envía a préstamo, así llegó a Unión Quilpué, a pedido de Hernán Godoy, donde por fin tuvo la oportunidad de debutar. Luego de un semestre con los quilpueínos regresó a Santiago Wanderers para ser el segundo arquero del primer equipo durante la temporada 2009 con el retiro de Álex Varas, el portero titular la temporada anterior.
Después de estar todo el año como segundo arquero finalmente debuta por Santiago Wanderers en el último partido del Torneo de Clausura 2009, que sería una victoria frente a Deportes Puerto Montt donde tuvo una destacada actuación, tras esto volvió a ser considerado en el equipo el 2010 como segundo arquero debutando en Primera División frente a Cobreloa en la primera fecha del Torneo 2010.
Ya en el 2011 comenzó a tomar la titularidad en el once porteño pero con la llegada de Eduardo Lobos en el Clausura regresa a la banca en gran parte de este torneo. Asume nuevamente la titularidad para la temporada 2012 donde se convierte en uno de los porteros más destacados de la Primera División de Chile siendo incluso parte importante de un subcampeonato en el Apertura 2014.
A mediados de 2016 tras un Clausura donde fue una de las grandes figuras de su equipo y del torneo, partiría al Jaguares de Chiapas de México en calidad de préstamo, aunque previamente tuviese todo acordado para fichar con la Universidad de Chile. En el club mexicano solo jugaría un partido válido por la Copa México Apertura 2016 con lo cual sumado a problemas contractuales finalizaría a fines de ese año su paso por Norteamérica.
Luego del fallido paso por México, en 2017 renovaría con Santiago Wanderers para partir nuevamente a préstamo, esta vez al Sporting Cristal, campeón actual de ese momento del Campeonato Descentralizado del Perú, llegando como refuerzo para la Copa Libertadores 2017. Comenzó a de muy buena manera con los peruanos llegando a ser comparado con el doble mundialista Ramón Quiroga pero la mala campaña de los cerveceros empañaría su rendimiento personal más aún con la salida de José Guillermo Del Solar quien lo había llevado a los celestes, pese a esto fue considerado como el mejor refuerzo de aquella temporada. A fines de 2017 finalizaría su paso por el equipo peruano con un buen rendimiento en lo personal, polémicas con algunos hinchas, denuncias de insultos xenófobos hacia su persona, errores y suspensiones por agresión.
A comienzos de 2018 regresaría a su club formador, Santiago Wanderers, declarando su intención de quedarse en él para jugar la Primera B de Chile 2018 para buscar el ascenso a la división de honor quedándose con los porteños redebutando con ellos en la Copa Libertadores 2018 en el primer partido de la fase 3 frente a Melgar. En terreno internacional alcanzaría a pasar una etapa pero después sería parte de la eliminación de su club a manos de Independiente Santa Fe de Colombia. Después lideraría al "Decano" durante dos años para subir a la Primera División en irregulares campañas, donde incluso recibiría goles de mitad de cancha, pero se convertiría en pieza importante del campeonato obtenido en 2019.

## Selección nacional
Fue convocado en algunas oportunidades a las Sub-17 y Sub-20 de Chile donde destaca su participación en el Torneo Sub-21 "Joao Havelange" donde fue citado junto con sus compañeros en Santiago Wanderers, Agustín Parra y Claudio Salinas, donde conseguiría el primer lugar. Además también fue parte de una selección "sparring" de Marcelo Bielsa.
A fines de 2011 es convocado a la Selección de fútbol de Chile por primera vez pese a ser reserva en su equipo para afrontar un partido amistoso frente a Paraguay pero no llegaría a debutar por la roja. Luego en abril de 2012 es convocado nuevamente a la selección para un amistoso frente a Perú por el partido de vuelta de la Copa del Pacífico 2012 en la cual salió campeón de dicho torneo internacional, aunque solo estaría en la banca. Luego ese mismo año es llamado a la Selección de fútbol sub-23 de Chile para enfrentar a la selección olímpica de Uruguay, donde jugaría los noventa minutos siendo parte de la derrota por seis goles contra cuatro de su equipo.

## Estadísticas

### Clubes
| Club                         | Div.          | Temporada     | Liga  | Liga  | Copas nacionales | Copas nacionales | Torneos internacionales | Torneos internacionales | Total | Total |
| Club                         | Div.          | Temporada     | Part. | Goles | Part.            | Goles            | Part.                   | Goles                   | Part. | Goles |
| ---------------------------- | ------------- | ------------- | ----- | ----- | ---------------- | ---------------- | ----------------------- | ----------------------- | ----- | ----- |
| Unión Quilpué · Chile        | 3ª            | 2008          | 21    | -28   | 1                | -2               | —                       | —                       | 22    | -30   |
| Unión Quilpué · Chile        | Total club    | Total club    | 21    | -28   | 1                | -2               | 0                       | 0                       | 22    | -30   |
| Santiago Wanderers · Chile   | 2ª            | 2009          | 1     | -1    | —                | —                | —                       | —                       | 1     | -1    |
| Santiago Wanderers · Chile   | 1ª            | 2010          | 6     | -5    | 4                | -5               | —                       | —                       | 10    | -10   |
| Santiago Wanderers · Chile   | 1ª            | 2011          | 13    | -23   | 6                | -6               | —                       | —                       | 19    | -29   |
| Santiago Wanderers · Chile   | 1ª            | 2012          | 29    | -49   | 1                | -2               | —                       | —                       | 30    | -51   |
| Santiago Wanderers · Chile   | 1ª            | 2013          | 15    | -25   | —                | —                | —                       | —                       | 15    | -25   |
| Santiago Wanderers · Chile   | 1ª            | 2013-14       | 22    | -32   | 2                | -3               | —                       | —                       | 24    | -35   |
| Santiago Wanderers · Chile   | 1ª            | 2014-15       | 30    | -42   | 5                | -8               | —                       | —                       | 35    | -50   |
| Santiago Wanderers · Chile   | 1ª            | 2015-16       | 28    | -40   | 2                | -5               | —                       | —                       | 30    | -45   |
| Jaguares de Chiapas · México | 1ª            | 2016-17       | —     | —     | 1                | -3               | —                       | —                       | 1     | -3    |
| Jaguares de Chiapas · México | Total club    | Total club    | 0     | 0     | 1                | -3               | 0                       | 0                       | 1     | -3    |
| Sporting Cristal · Perú      | 1ª            | 2017          | 42    | -53   | —                | —                | 6                       | -11                     | 48    | -64   |
| Sporting Cristal · Perú      | Total club    | Total club    | 42    | -53   | 0                | 0                | 6                       | -11                     | 48    | -64   |
| Santiago Wanderers · Chile   | 2ª            | 2018          | 34    | -48   | 2                | -4               | 4                       | -6                      | 40    | -58   |
| Santiago Wanderers · Chile   | 2ª            | 2019          | 26    | -24   | 3                | -6               | —                       | —                       | 29    | -30   |
| Santiago Wanderers · Chile   | 1ª            | 2020          | 25    | -42   | —                | —                | —                       | —                       | 0     | 0     |
| Santiago Wanderers · Chile   | Total club    | Total club    | 204   | -288  | 25               | -39              | 4                       | -6                      | 233   | -333  |
| Total carrera                | Total carrera | Total carrera | 267   | -370  | 27               | -44              | 10                      | -17                     | 304   | -431  |
| 1. 2. 3.                     |               |               |       |       |                  |                  |                         |                         |       |       |

### Resumen estadístico
| Competición               | Partidos | Goles | Promedio |
| ------------------------- | -------- | ----- | -------- |
| Primera División de Chile | 143      | -216  | 1.50     |
| Primera División del Perú | 42       | -53   | 1.26     |
| Primera B de Chile        | 61       | -73   | 1.19     |
| Tercera División de Chile | 21       | -28   | 1.33     |
| Copa Chile                | 26       | -41   | 1.57     |
| Copa México               | 1        | -3    | 3.00     |
| Copa Libertadores         | 10       | -17   | 1.70     |
| Total                     | 304      | -431  | 1.41     |

## Palmarés

### Títulos nacionales
| Título    | Club               | País  | Año  |
| --------- | ------------------ | ----- | ---- |
| Primera B | Santiago Wanderers | Chile | 2019 |

### Distinciones individuales
| Distinción                   | Año  |
| ---------------------------- | ---- |
| Premio al Espíritu Wanderino | 2018 |
| Premio Juan Olivares         | 2018 |